# Opkoper
Opkoper is een beroep dat bestaat sinds er waarde- en geldeenheden bestaan. Een opkoper is een inkoper die minder courante producten inkoopt waarvan de verkopende partij vaak niet weet wat ermee te doen. De opkoper kent de kanalen om de goederen weer snel door te verkopen.

## Middeleeuwen
In de middeleeuwen speelde de opkoper een belangrijke rol in het handelsverkeer omdat  er nog niet zoveel afzetkanalen waren. De opkoper was een gemakkelijke handelspartner die direct contant geld bood voor de waren. Men kocht in die tijd zijn benodigdheden zo dicht mogelijk bij huis omdat buiten de steden allerlei gevaren op de loer lagen. De verspreide bevolking en beperkte transportmogelijkheden maakten het ook moeilijk om minder courante producten van de hand te doen. Een opkoper was dan ook een graag geziene handelspartner en had vaak een behoorlijke maatschappelijke status. 

## Moderne tijd
Met de opkomst van de media werd het, eerst op papier en later ook digitaal via internet, een stuk makkelijker om hun incourante producten van de hand te doen. Dat neemt niet weg dat een opkoper in het zakenleven nog steeds een handelspartner is voor vele bedrijven. Vaak zijn bedrijven er organisatorisch er niet op ingesteld deze producten van de hand te doen en wordt dit in handen gegeven van een opkoper.  Opkopers hebben zich gedurende jaren heen ontwikkeld, waarbij de komst van het internet het beroep in een stroomversnelling plaatste. De opkomst van diverse retouren van online warenhuizen zorgde voor een toename aan het aantal opkopers en partijhandelaren. Hierbij werd er voor de retourstromen vaak export afzetmarkten gezocht die de huidige online warenhuizen zelf niet bezitten.

## Diverse branches
Opkopers zijn vaak gespecialiseerd in een bepaalde branche. Zo zijn er opkopers gespecialiseerd in industrie, faillissement, horeca en kantoren. Dit kunnen allerlei objecten zijn, zoals bestaande inventarissen, voorraden, meubels, machines, voertuigen of andere activa.
Er zijn particuliere opkopers en opkopers voor bedrijven. De meeste opkopers voorzien ook in ontruimingen van panden bij bedrijfsbeëindigingen cq. overlijden van personen.